# Ліповнік (округ Топольчани)
Ліповнік (словац. Lipovník) — село, громада округу Топольчани, Нітранський край. Кадастрова площа громади — 6.44 км². Протікає річка Главінка.
Населення 329 осіб (станом на 31 грудня 2019 року).

## Історія
Ліповнік згадується 1283 року.

## Населення
| Рік:            | 1994. | 2004.   | 2014.   | 2024.   |
| --------------- | ----- | ------- | ------- | ------- |
| Кількість осіб: | 345   | 332     | 324     | 309     |
| Різниця:        |       | -3,76 % | -2,40 % | -4,62 % |

| Рік:            | 2023. | 2024.   |
| --------------- | ----- | ------- |
| Кількість осіб: | 311   | 309     |
| Різниця:        |       | -0,64 % |